# Útero unicorno

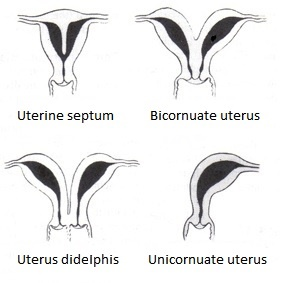
Tipos de malformações uterinas.

Útero unicorno ou Útero unicorne é uma malformação uterina congênita na qual apenas um dos ductos müllerianos pareados se desenvolve, enquanto o outro ducto mülleriano ou não se desenvolve ou se desenvolve incompleto. Unicorne significa "único chifre" por sua aparência na ressonância magnética, em oposição ao útero bicorne. Metade do útero está ligado à uma trompa de Falópio e um ovário enquanto o outro ovário pode não estar desenvolvido ou ausente.

## Sinais e sintomas
Possuir apenas metade do útero significa um elevado risco de parto prematuro e aborto espontâneo. Sem espaço para girar o feto dificilmente está na apresentação ideal durante o parto (de cabeça) e pode necessitar uma cesárea para nascer. Após a primeira cesárea, o tamanho reduzido do útero resulta em maior risco de ruptura uterina durante um próximo parto normal, portanto é recomendado que todas futuras gestações terminem por cesárea. Se uma das trompas é subdesenvolvida, se recomenda sua remoção cirúrgica (ligadura de trompa) para evitar gravidez ectópica.

## Diagnóstico
Pode ser diagnosticado com uma ecografia transvaginal, ultrassom 3D, histerossalpingografia ou ressonância magnética.

### Corno rudimentar
Um útero unicorno pode estar associado a um corno rudimentar no lado oposto. Este corno pode estar em comunicação com o útero e ligado à trompa uterina. Ocasionalmente, uma gravidez pode implantar-se num corno deste tipo, criando uma situação perigosa, pois tal gravidez pode levar a uma rotura uterina potencialmente fatal. A maioria das gestações num corno rudimentar resulta em torção e rotura, embora ainda existam alguns casos de gravidezes a termo. Recomenda-se a ressecção cirúrgica do corno.

## Tratamento
Devem ser acompanhadas por um obstetra especializado em gravidez de alto risco e fazer exames mais regulares, pois o risco de complicações durante a gravidez e parto é elevado.

## Epidemiologia
Entre uma e duas em cada 5000 mulheres possuem útero unicorne. Em um estudo com 290 mulheres com útero unicorno, 50% das gestações resultaram em um parto a termo, 20% em um parto pré-termo e 30% terminaram em aborto. 